# Otto Ernst Remer
Otto Ernst Remer (Neubrandenburg, 18 agosto 1912 – Marbella, 4 ottobre 1997) è stato un generale e politico tedesco, che svolse un ruolo decisivo nel fallimento dell'attentato a Hitler del 20 luglio 1944. Dopo la seconda guerra mondiale, fondò il Partito Socialista del Reich ed è considerato una figura importante nella politica neonazista del dopoguerra.

## Biografia

### Primi anni
Si arruolò nell'esercito della Repubblica di Weimar (Reichsheer) nel 1932. Era un hitleriano convinto.

### Servizio in guerra

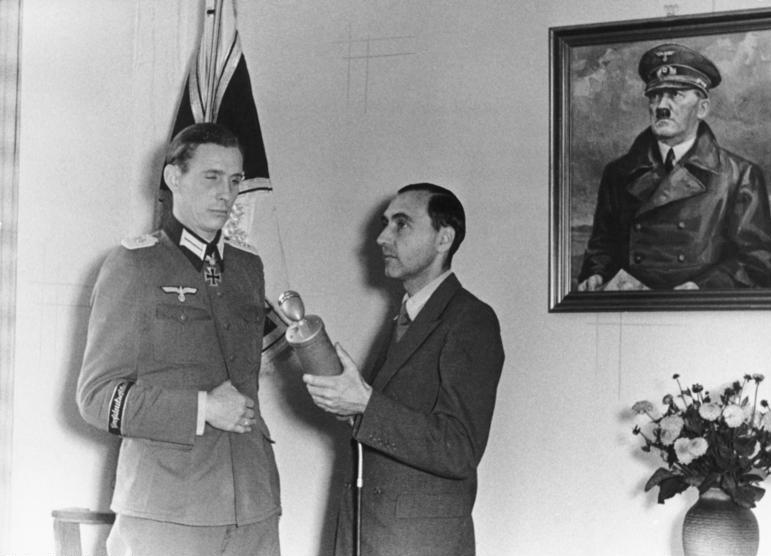
Remer durante un'intervista sull'attentato del 20 luglio

Partecipò all'invasione della Polonia, alla campagna dei Balcani e all'operazione Barbarossa.
Nell'aprile 1942, fu assegnato al reggimento di fanteria Großdeutschland (Wehrmacht) per comandare il IV battaglione, un'unità composta da ex detenuti tedeschi, incaricata del sostegno ai tre battaglioni di fucilieri di questo reggimento di élite.
Nel febbraio 1943, fu posto al comando del primo battaglione meccanizzato del reggimento granatieri Großdeutschland (Wehrmacht), dopo la conversione del reggimento in divisione di fanteria. Le sue truppe, montate su semicingolati, coprirono la ritirata di un corpo d'armata delle Waffen-SS durante la terza battaglia di Char'kov. Ricevette la Croce di Cavaliere della Croce di Ferro per il suo servizio come comandante di battaglione e, nel novembre 1943, le foglie di quercia per la sua leadership durante la battaglia di Kryvyj Rih.
Nel marzo 1944, dopo essere stato ferito, fu scelto per comandare il Wachbattalion della Großdeutschland, un'unità incaricata di svolgere compiti di sicurezza e di rappresentanza a Berlino. Durante questo tempo, lui e i suoi uomini furono inconsapevolmente parte del complotto del 20 luglio 1944, che cercò di prendere il controllo del governo tedesco e di uccidere Adolf Hitler. Dopo aver ricevuto l'ordine dal generale Paul von Hase di arrestare il ministro della propaganda Josef Goebbels, si presentò personalmente dal ministro, il quale lo mise in contatto telefonico con Hitler. Informato così del tentativo di colpo di Stato, confermò il suo giuramento di fedeltà a Hitler e pose le sue truppe contro i golpisti. Quella stessa notte, fu promosso colonnello (Oberst).
Più avanti, nel corso della guerra, comandò nella Prussia Orientale e con poco successo la Führer Begleit Brigade, un'unità da campagna formata con uomini distaccati dal Großdeutschland. La sua unità subì molte perdite. La brigata fu trasferita a ovest per l'offensiva delle Ardenne nel dicembre 1944, dove ancora subì pesanti perdite e ottenne scarso successo.
Nel 1945, quando la Führer Begleit Brigade fu ampliata a divisione, fu promosso maggior generale e gli fu affidato il comando della stessa. Non considerato un buon comandante di divisione, fu molto criticato per la sua mancanza di leadership quando l'unità venne spostata in Slesia nel marzo 1945. Al termine della guerra, fu catturato dalle truppe statunitensi e trattenuto come prigioniero di guerra fino al 1947.
Parlò della sua partecipazione agli eventi del luglio 1944 nella serie di documentari della BBC The World At War. Non espresse rimorsi per il suo ruolo nella repressione del complotto o nella guerra in generale.

### Vita politica
Nel 1950, fondò il partito neonazista Partito Socialista del Reich (Sozialistische Reichspartei), il quale ebbe i suoi maggiori risultati in Bassa Sassonia, dove ottenne 360.000 voti e 16 seggi nel Landtag, e a Brema, dove ottenne 8 seggi. Il partito ricevette finanziamenti dall'Unione Sovietica e lavorò con il Partito Comunista di Germania per destabilizzare la Germania dell'Ovest. I temi propagandistici del Partito Socialista del Reich erano il negazionismo dell'Olocausto, ritenuto un'invenzione degli alleati, e che le politiche della Germania Ovest non sarebbero state altro che una facciata per il dominio statunitense. Il partito finì per essere reso illegale nel 1952.
Con il divieto del partito, dovette affrontare le accuse penali da parte del governo della Germania Occidentale poiché era impegnato in attività volte a ristabilire un movimento politico neonazista. In seguito all'emissione di un mandato di cattura nei suoi confronti per queste accuse, si nascose in uno chalet appartenente alla contessa Faber-Castell, una delle prime sostenitrici del Partito Socialista del Reich, prima di fuggire successivamente in Egitto. Lì servì come consigliere di Gamal Abd el-Nasser, e lavorò con altri tedeschi espatriati assistendo gli Stati arabi nello sviluppo delle loro forze armate. Frequentava spesso Johann von Leers. Nel 1956, venne riportato che fosse a Damasco, impegnato nel commercio di armi. Il Fronte di Liberazione Nazionale algerino (di sinistra) era uno dei suoi clienti.
Tornò nella Germania Ovest negli anni ottanta, impegnandosi ancora una volta in politica con la creazione di un'organizzazione chiamata "Die deutsche Freiheitsbewegung e.V.", che sosteneva la riunificazione della Germania Orientale e Occidentale e la rimozione delle forze militari della NATO dal suolo della Germania Occidentale. La D.D.F. era un'organizzazione ombrello per più gruppi clandestini neo-nazisti di varie descrizioni, e la usò per influenzare una generazione più giovane di tedeschi nati nel dopoguerra.
Nell'ottobre 1992, fu condannato a diversi mesi di prigione per la scrittura e la pubblicazione di diversi articoli che hanno sostenuto la sua negazione dell'Olocausto.

### Latitanza e morte
Nel febbraio 1994, fuggì in Spagna per evitare di affrontare la responsabilità legale per le sue dichiarazioni pubbliche, che avevano messo in dubbio l'Olocausto. Sostenne con entusiasmo gli studi condotti da figure chiave del negazionismo dell'Olocausto, come Fred Leuchter e Germar Rudolf.
La Corte nazionale spagnola si espresse contro la richiesta di estradizione del governo tedesco, poiché, secondo la legge spagnola, non aveva commesso alcun crimine. Il Ministero della giustizia spagnolo gli negò poi lo status di rifugiato, come pure il diritto all'asilo, nel luglio 1994. Successivamente, visse in Egitto e in Siria, rimanendo fuggitivo per la giustizia tedesca fino alla sua morte, avvenuta nella città spagnola di Marbella nel 1997, a 85 anni di età, per cause naturali. Le ceneri sono state disperse in un luogo non specificato in Germania.

## Filmografia
- Stauffenberg - Attentato a Hitler, regia di Jo Baier (2004), interpretato da Enrico Mutti.
- Operazione Valchiria (Valkyrie), regia di Bryan Singer (2008), interpretato da Thomas Kretschmann.